# Tours BC
ASPO Tours je košarkaški klub iz francuskog grada Toursa.
Od 1982. naziva se Tours BC.

## Uspjesi
Kup pobjednika kupova
- Finalist: 1976.

Prvenstvo Francuske
- Prvak: 1976., 1980.
- Doprvak: 1975.